# Хамза ибн Кара Юлук Осман
Нур ад-Дин Хамза Баяндур ибн Кара Юлук Осман (ум. 1444) — шестой бей государства Ак-Коюнлу (1438—1444).

## Биография
Происходил из племени Баяндыр племенной конфедерации Ак-Коюнлу. Один из сыновей Кара Юлука Османа (ок. 1350 — 1435), бея Ак-Коюнлу. После гибели отца в 1435 году в битве при Эрзуруме Хамза начал борьбу против старшего брата Али-бея, который стал новым правителем государства Ак-Коюнлу (1435—1438). В результате упорной борьбы в 1438 году Хамза-бей победил своего брата и захватил Диярбакыр.
Хамза-бей уделял больше внимания укреплению государства. Стал первым беем, который стал чеканить собственные монеты Ак-Коюнлу. Мардин и Диярбакыр были превращены в мощные крепости. Одновременно возобновил союз с тимуридским правителем Шахрухом, который был, прежде всего, направлен против государства Кара-Коюнлу. Впрочем, поскольку правитель последнего Джаханшах также хранил верность Тимуридам, а Османы больше внимания уделялось Балканам, то Хамза-бей сохранял мир с соседями. В 1444 году он был свергнут с престола своим племянником Джахангар-ханом, который начал новую борьбу за власть.